# Самарские судьбы
«Сама́рские су́дьбы» — российский медиа-проект, начавший свою деятельность в 2006 году. Электронное и печатное периодическое издание, СМИ. Обладатель высшей телевизионной награды «Тэфи-регион».

## История
В начале 2006 года писатель Виталий Добрусин предложил сценаристу Александру Игнашову и режиссёру Дмитрию Ионову идею создания телевизионного документального сериала, основанного на местном историко-архивном материале. Первым стал фильм о писателе Алексее Толстом, затем были сняты фильмы о Глебе Дроздове, об Анетте Басс. В эфире телеканала РИО первыми были показаны фильмы о маршале Тухачевском, проведшем в Куйбышеве последние дни на свободе; о Владимире Высоцком, давшем в 1967 году в Куйбышеве знаменитый концерт, после чего началась травля барда со стороны властей; об Алексее Маресьеве — легендарном лётчике, который лишился ног, а в Куйбышеве лечился и брал уроки танцев на протезах; о композиторе Шостаковиче, так как именно в Куйбышеве состоялось первое исполнение его 7-й симфонии.
10 января 2007 года в Самаре вышел в свет первый номер ежемесячного журнала «Самарские судьбы», издания о людях, судьба которых связана с Самарой. Информация о журнале стала основной для сайта медиа-проекта, а к 2011 году спектр контента был расширен, включив в себя презентации, сведения о журнале, сериале, телеканале ДЛД и конкурсах. Проект реализуется на стыке иллюстрированного журнала и документального кино, активно вовлекая интернет-пространство, прежде всего в форме качественно поддерживаемого сайта. Жанровое разнообразие, популярность и востребованность медиа-проекта в 2009 году обсуждались на III Всероссийской научно-практической конференции, посвящённой проблемам жанрообразования в современных массмедиа.
17 июня 2010 года в Самаре состоялась презентация биографической энциклопедии «Самарские судьбы» с жизнеописаниями 140 персон, значимых для региона и за его пределами. Издание и дальнейшие переиздания энциклопедии были поддержаны правительством Самарской области и стали очередными этапами развития медиа-проекта.
Медиа-проект «Самарские судьбы» получил большое признание в Самаре и способствовал продвижению имиджа города в пространстве страны и за рубежом в 2000-е годы.
С 2011 года медиа-проект регулярно проводит международные творческие конкурсы: «Планета признается в любви Самарской губернии», «Самый счастливый день», «Забавный случай», «Я родом из Советского Союза» и др. По страницам конкурсов появляются книжные издания.
В 2016 году в издательстве «Союз писателей» вышли сборники лучших конкурсных произведений медиа-проекта «Самарские судьбы».

## Текущая деятельность
По состоянию на конец 2018 года в рамках медиа-проекта «Самарские судьбы» вышло около 500 фильмов (около сорока фильмов посвящено писателям, поскольку литературно-писательская тема вообще является одной из главных тем проекта, имеющего биографический формат) и около 150 номеров журнала. Издано свыше 20 книг, включая три тома биографической энциклопедии «Самарские судьбы» (500 персоналий, из них около 50 писателей). Создан военно-исторический ресурс «Куйбышев — запасная столица». Секционное сообщение с таким же названием было сделано Виталием Добрусиным на Третьей Всероссийской научной конференции с международным участием «Проблемы изучения военной истории».
Продолжает работу сайт для общения творческих людей, где помимо новостной ленты и блогов проходят разные конкурсы.
На интерактивной карте Самары медиа-проектом представлены места, связанные с писателями, жившими или просто побывавшими в городе (Сергей Аксаков, Александр Островский, Максим Горький, Александр Неверов, Алексей Толстой, Ярослав Гашек, Аркадий Гайдар, Александр Чаковский, Александр Солженицын, Валентин Ежов, Эльдар Рязанов, Владимир Высоцкий, Василий Аксёнов, Эдуард Кондратов и др.), литературными героями, литературными организациями и событиями. Рассказывается о создании таких произведений, как «Аленький цветочек», «Ташкент — город хлебный», «Хождение по мукам», «Похождения бравого солдата Швейка» и др. Разделом «Памятники» освещены монументы и скульптурные композиции Самары, которые связаны с писателями и литературными героями. В разделе «Фильмы» предложены документальные биографические фильмы, посвящённые писателям, так или иначе связанным с городом. Проект поддержан департаментом культуры, туризма и молодёжной политики Самары.
Главный редактор медиа-проекта «Самарские судьбы» — писатель, кинодраматург и журналист Виталий Аркадьевич Добрусин, заслуженный работник культуры Российской Федерации, член Союза писателей России, Союза кинематографистов России, Союза журналистов СССР (России), обладатель премии «Золотое перо России», для которого многие годы прошли под знаком медиа-проекта; заместителями главного редактора являются член Союза писателей России, драматург Александр Викторович Игнашов и член Союза журналистов России Наталья Аркадьевна Сидорова; главный режиссёр медиа-проекта — Дмитрий Борисович Ионов.

## Награды
- «Гран-при» (2007) Международного фестиваля документальных фильмов в Кошалине (Польша)[33];
- Лучший проект года в России (2009) по версии ежегодного конкурса Союза журналистов России[34];
- Главный приз (2009) Всероссийского телевизионного конкурса «ТЭФИ-регион»[4][35].